# Rafael Porcellis
Rafael Porcellis de Oliveira (Porto Alegre, 19 gennaio 1987) è un ex calciatore brasiliano, di ruolo attaccante.

## Carriera
Ha giocato nella massima serie svedese e in quella polacca.

## Statistiche

### Presenze e reti nei club
Statistiche aggiornate al 2 dicembre 2021.
| Stagione           | Squadra            | Campionato         | Campionato | Campionato | Coppe nazionali | Coppe nazionali | Coppe nazionali | Coppe continentali | Coppe continentali | Coppe continentali | Altre coppe | Altre coppe | Altre coppe | Totale | Totale |
| Stagione           | Squadra            | Comp               | Pres       | Reti       | Comp            | Pres            | Reti            | Comp               | Pres               | Reti               | Comp        | Pres        | Reti        | Pres   | Reti   |
| ------------------ | ------------------ | ------------------ | ---------- | ---------- | --------------- | --------------- | --------------- | ------------------ | ------------------ | ------------------ | ----------- | ----------- | ----------- | ------ | ------ |
| ago.-nov. 2009     | Helsingborg        | A                  | 7          | 0          |                 | -               | -               |                    | -                  | -                  |             | -           | -           | 7      | 0      |
| 2010               | Helsingborg        | A                  | 6          | 0          | CS              | 1               | 0               |                    | -                  | -                  |             | -           | -           | 7      | 0      |
| Totale Helsingborg | Totale Helsingborg | Totale Helsingborg | 13         | 0          |                 | 1               | 0               |                    | -                  | -                  |             | -           | -           | 14     | 0      |
| 2011               | IFK Värnamo        | S1                 | 9          | 0          |                 | -               | -               |                    | -                  | -                  |             | -           | -           | 9      | 0      |
| 2011-2012          | Fátima             | SD                 | 27         | 19         |                 | -               | -               |                    | -                  | -                  |             | -           | -           | 27     | 19     |
| 2012-2013          | Santa Clara        | LdH                | 38         | 13         | CP+CdL          | 1+5             | 0+5             |                    | -                  | -                  |             | -           | -           | 44     | 18     |
| 2013-2014          | Feirense           | LdH                | 28         | 9          | CP              | 2               | 1               |                    | -                  | -                  |             | -           | -           | 30     | 10     |
| 2014-feb. 2015     | Zawisza Bydgoszcz  | EK                 | 8          | 0          |                 | -               | -               |                    | -                  | -                  |             | -           | -           | 8      | 0      |
| feb.-mag. 2015     | Korona Kielce      | EK                 | 15         | 2          |                 | -               | -               |                    | -                  | -                  |             | -           | -           | 15     | 2      |
| 2015-2016          | Feirense           | LdH                | 23         | 4          | CP+CdL          | 2+3             | 0+2             |                    | -                  | -                  |             | -           | -           | 28     | 4      |
| 2016-gen. 2017     | União Madeira      | LdH                | 19         | 1          | CP+CdL          | 1+1             | 0               |                    | -                  | -                  |             | -           | -           | 21     | 1      |
| gen.-mag. 2017     | Leixões            | LdH                | 21+2       | 9+0        | CP              | 1               | 2               |                    | -                  | -                  |             | -           | -           | 24     | 11     |
| Totale carriera    | Totale carriera    | Totale carriera    | 203        | 57         |                 | 17              | 10              |                    | -                  | -                  |             | -           | -           | 220    | 67     |

## Palmarès

### Club

#### Competizioni nazionali
- Coppa di Svezia: 1

Helsingborg: 2010

### Individuale
- Capocannoniere della Coppa di Lega portoghese: 1

2012-2013 (5 gol)